# Michele Nonne
Michele Nonne (Crotone, 8 marzo 1988) è un pallavolista italiano.
Gioca nel ruolo di palleggiatore nella Pallavolo Genova.

## Carriera
La carriera di Michele Nonne comincia nel 2002, in Serie B1, con la Pallavolo Olbia, dove rimane fino al 2007; nella stagione 2007-08 fa il suo esordio nella pallavolo professionistica ingaggiato dal Pallavolo Reima Crema, in Serie A2: tuttavia nella stagione successiva ritorna alla squadra sarda.
Nella stagione 2009-10 viene ingaggiato dall'Argos Sora in Serie A2, mentre nell'annata 2010-11 fa il suo esordio nel massimo campionato italiano vestendo la maglia della Top Volley di Latina.
Nella stagione 2011-12 passa alla Pallavolo Genova, nella serie cadetta.